# Ingestion
Pour l’ingestion de données numériques, voir Préparation des données.

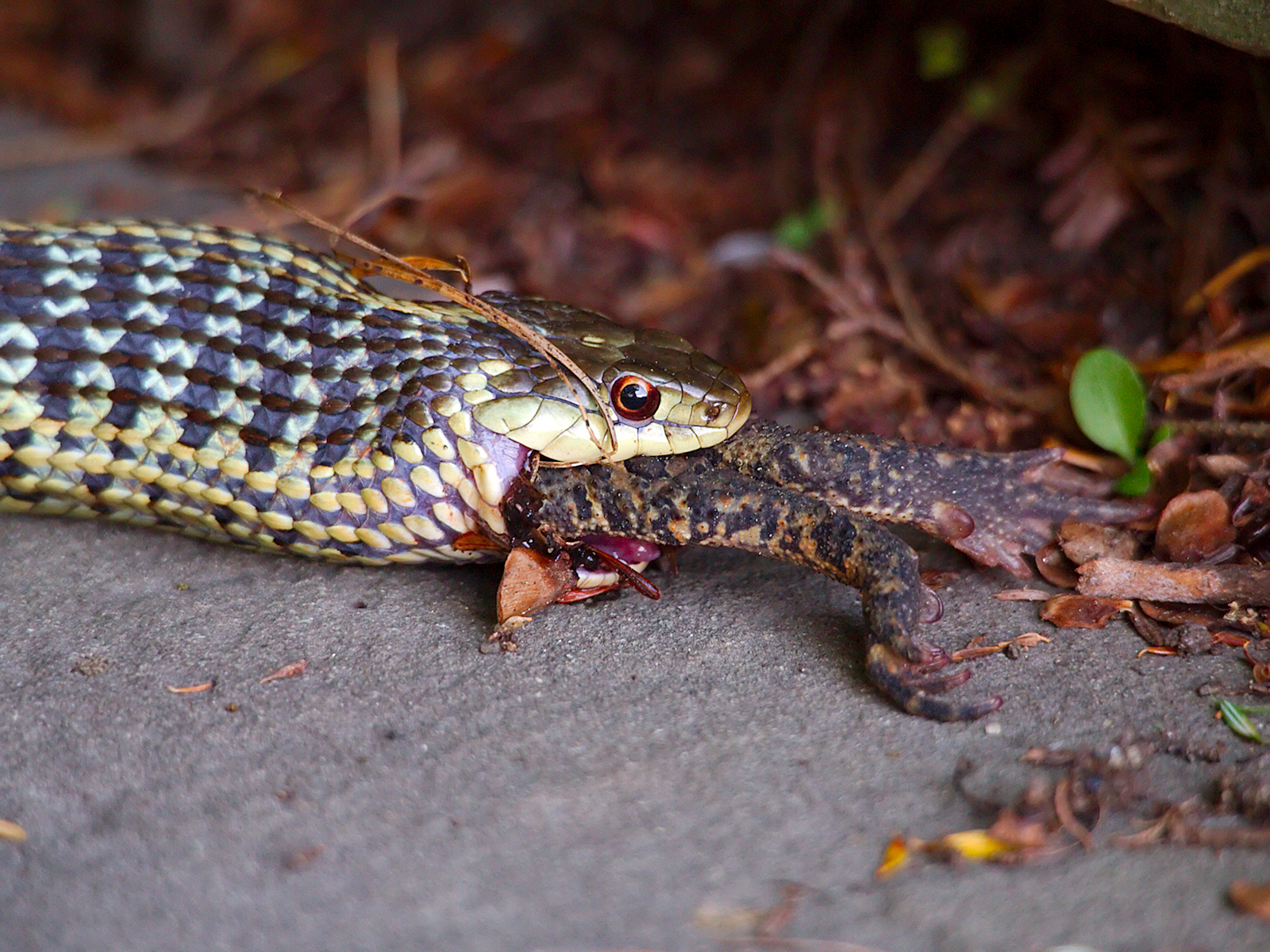
Vipère ingérant un crapaud.

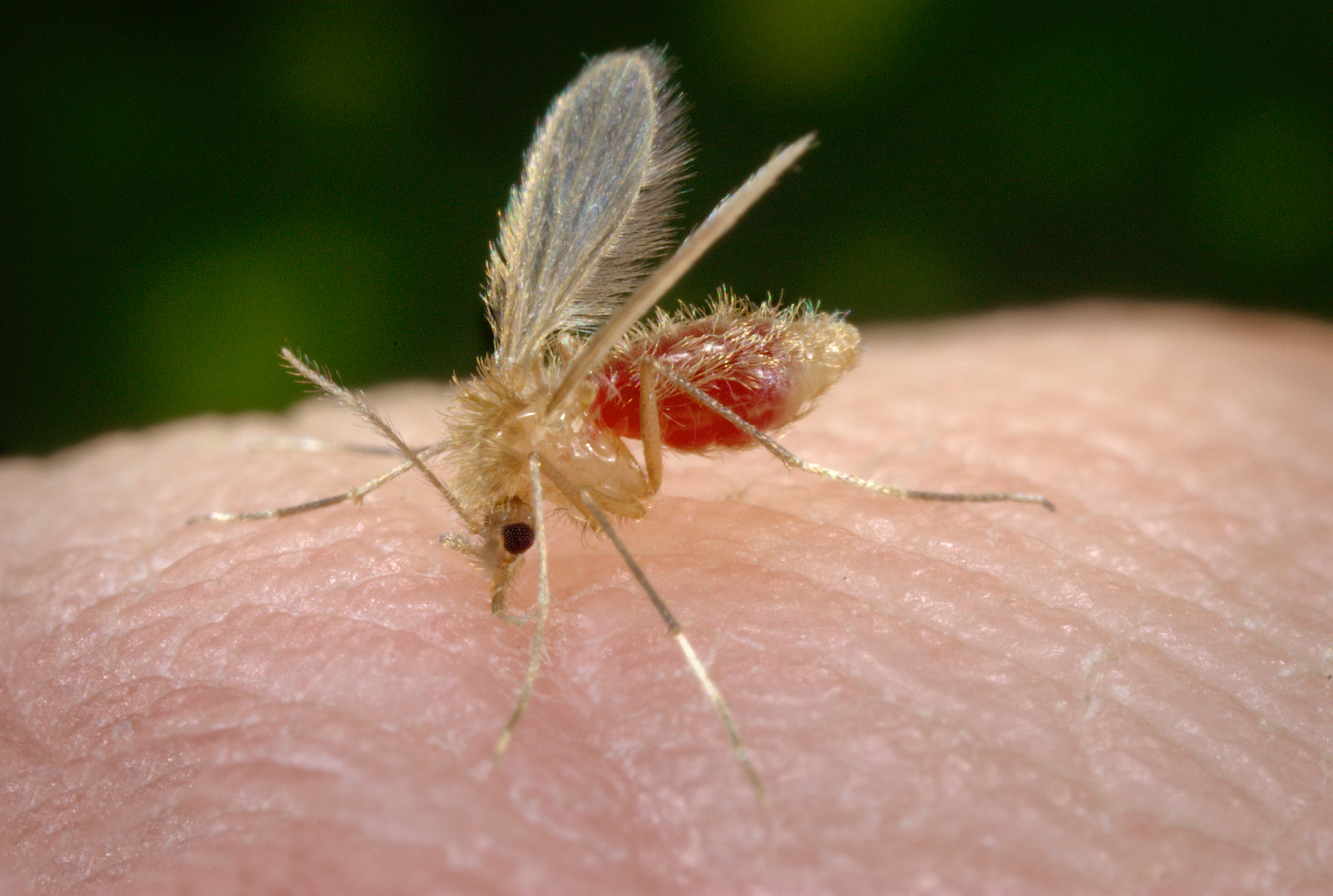
Ingestion de sang par un moustique.

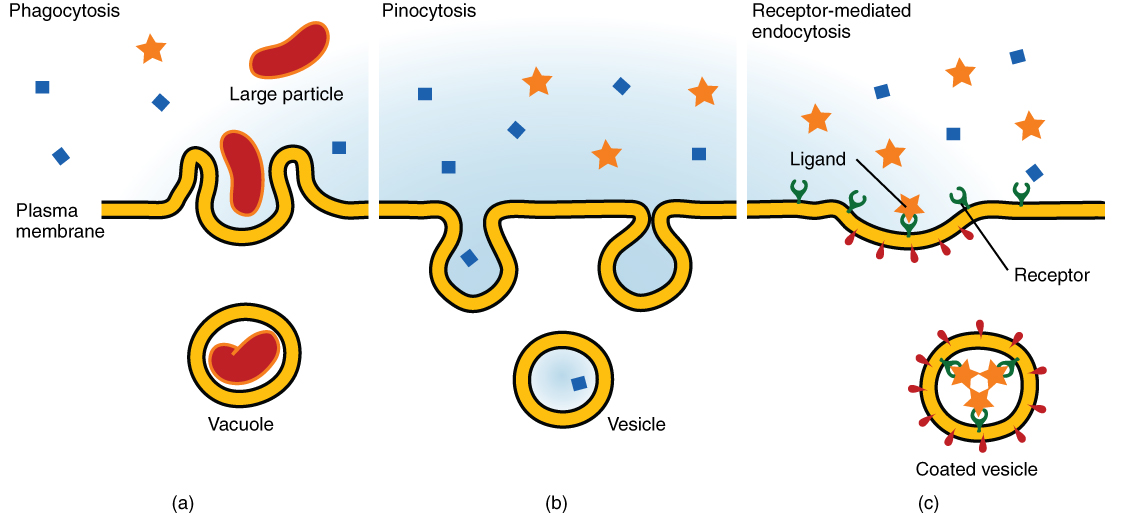
Trois voies d'endocytose. Ingestion de matière organique « figurée » (c'est-à-dire particulaire ou massive) par phagocytose. Ingestion de matière organique dissoute par pinocytose et endocytose par récepteur interposé.

L'ingestion est l'intégration d'aliments et de liquides, dans un organisme vivant, par une vésicule transportrice (endocytose), ou par un organe dédié tel que la bouche.
L'ingestion est l'une des voies d'entrée dans l'organisme de certains parasites et microbes. La voie orale est aussi une voie de délivrance de médicaments.

## Théorie des apprentissages alimentaires
La théorie des apprentissages alimentaires considère que l'animal apprend, pour chaque aliment consommé, à associer des informations sensorielles avant l'ingestion (stimuli pré-ingestifs captés par des récepteurs visuels, gustatifs ou olfactifs) à des conséquences nutritionnelles et métaboliques après l'ingestion (stimuli post-ingestifs captés par des récepteurs viscéraux : chimiorécepteurs, osmorécepteurs et mécanorécepteurs) afin d’orienter ses choix alimentaires (en) et ses ingestions futures. Les processus affectifs, cognitifs et psychosociaux interviennent dans ces apprentissages.

## Comportement alimentaire
En éthologie animale, le comportement alimentaire, appelé aussi comportement ingestif, comprend classiquement trois phases :
- la phase pré-ingestive ou pré-prandiale : la sensation de faim active les voies orexigènes qui conduisent à rechercher de la nourriture ou débuter un repas ;
- la phase ingestive ou prandiale : période de prise alimentaire (prandium en latin) au cours de laquelle des signaux cérébraux et digestifs activent des voies anorexigènes conduisant au processus progressif de rassasiement[5] ;
- la phase post-ingestive ou prandiale est la période interprandiale pendant laquelle il n'existe plus de motivation pour la nourriture en raison d'une sensation de satiété qui dépend de nombreux facteurs métaboliques et hormonaux. Contrairement au rassasiement, cette satiété procure une sensation de bien-être[6].

## Liens avec la santé
Des objets peuvent être accidentellement ingérés notamment par les enfants. 
De même pour divers types de polluants et divers contaminants, avec l'alimentation (grenaille de plomb par exemple, ou plombage ou élément de dentisterie), ou avec l'eau lors des baignades,,,, etc.
Une partie du mucus nasal est également ingéré.
Il existe des pathologies poussant à ingérer des produits non alimentaires ou toxiques (ex. : pica) ou sources de dépendance (alcool, caféine…).